# Síran ceričitý
Síran ceričitý (chemický vzorec Ce(SO4)2) je anorganická sloučenina, ceričitá sůl kyseliny sírové. Je jednou z mála pevných látek, jejíž rozpustnost ve vodě s rostoucí teplotou vody klesá (k nim patří také například hydroxid vápenatý). Existuje v bezvodé formě a jako tetrahydrát, oktahydrát a dodekahydrát. Je komerčně dostupný.
Rozpouští se ve vodě a zředěných roztocích minerálních kyselin. V neutrálních roztocích se pomalu rozkládá za vzniku oxidu ceričitého. Tetrahydrát ztrácí krystalickou vodu při zahřátí na 180 až 200 °C.

## Použití

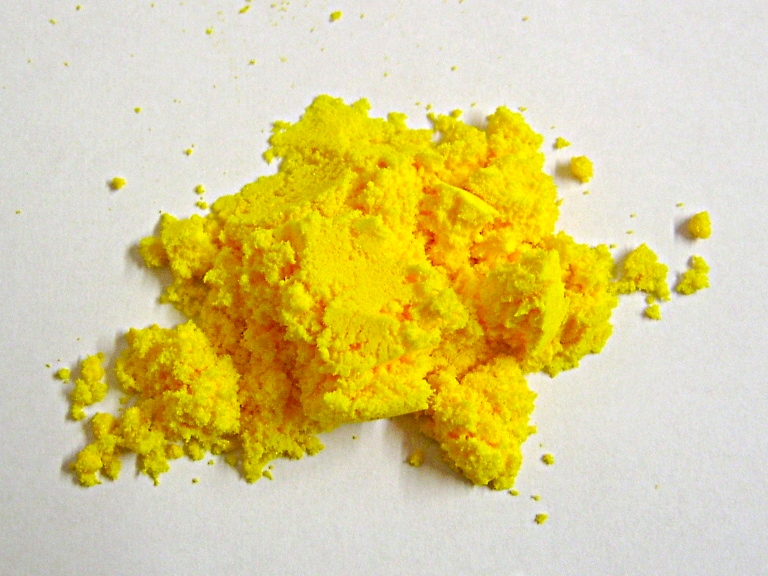
Vzhled síranu ceričitého

Ceričitý iont je silný oxidant, zvláště při kyselých podmínkách. Pokud je síran ceričitý přidán do zředěné kyseliny chlorovodíkové, vytváří se, ovšem pomalu, elementární chlor. Se silnými redukčními činidly reaguje mnohem rychleji. Například se siřičitanovým aniontem reaguje při kyselém pH rychle a úplně.
Pokud se ceričité sloučeniny redukují, vznikají cerité sloučeniny. Rovnice této reakce je:
| Ce4+ + e− → Ce3+. | \| \| \| \| \| \| \| \| |  |
|                   |                         |  |
|                   |                         |  |

Ceritý kationt je bezbarvý.
Síran ceričitý se používá v analytické chemii v redoxních titracích, často společně s redoxním indikátorem, tzv. cerimetrie.